# Maria Trost (Dirlewang)

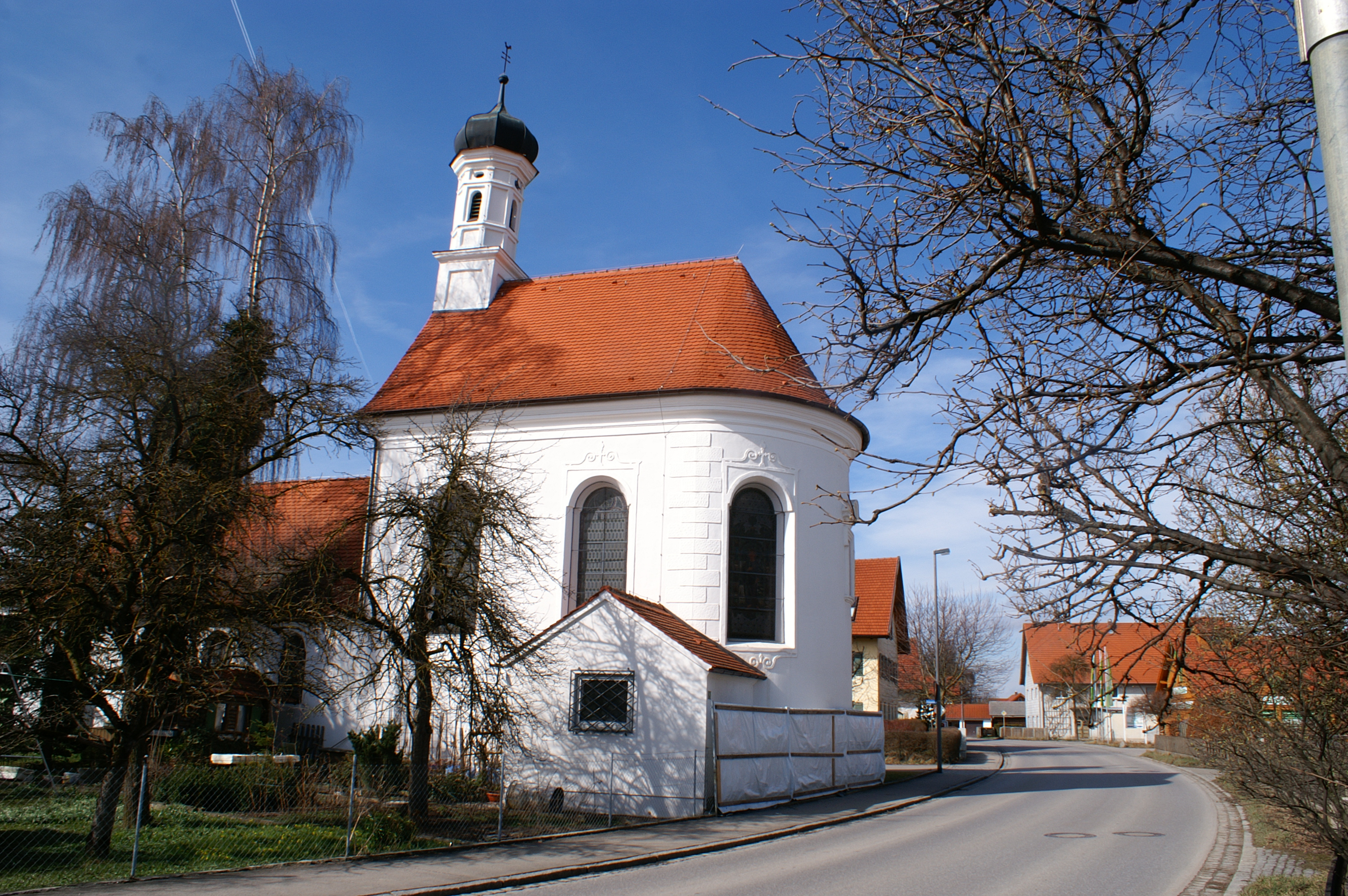
Maria Trost in Dirlewang

Die römisch-katholische Kapelle Maria Trost in Dirlewang, einer Gemeinde im Landkreis Unterallgäu, in Bayern, wurde am Ende des 17. Jahrhunderts errichtet und war Errichtungsort der Gürtelbruderschaft Maria vom Trost. Das Gebäude steht unter Denkmalschutz.

## Geschichte
Am 1. April 1696 wurde in der Kapelle die Gürtelbruderschaft Maria vom Trost errichtet. In dieser Zeit dürfte die Kapelle auch erbaut worden sein. Die Bruderschaft bestand bis zum Ende des 18. Jahrhunderts fort. Das Bruderschaftsbuch befindet sich im Pfarrhaus. Lorenz Miller, Obermüller aus Dirlewang, stiftete in seinem Testament vom 6. November 1710 300 fl. in unser lieben Frauen Capellen allda zur Ausgipsung des Chores. Das Langhaus wurde vermutlich im späten 18. Jahrhundert errichtet. Eine Renovierung fand 1911 und nochmals Außen 1969 statt. Eine Einsiedelei an der Nordseite der Kapelle wurde um 1920 abgebrochen.

## Baubeschreibung
Die ursprüngliche Kapelle aus dem Ende des 17. Jahrhunderts bildet den Chorteil des bestehenden Gebäudes und umfasst zwei Joche mit dreiseitigem Schluss. Im Chor mit seinen eingezogenen rundbogigen Fenstern besitzt ein Kreuzgratgewölbe. Die Wände zieren gestaffelte toskanische Pilaster mit Gebälkstücken. Eine niedrige Korbbogenarkade durchbricht die Westwand des Chores zum Langhaus hin. Die Westseite des Durchbruches ist abgefast und mit Guttae besetzt. Das Langhaus schließt westlich an den älteren Chorteil an und wurde im 18. Jahrhundert errichtet. Es ist als niedriger Raum mit Flachdecke ausgeführt und ebenso breit wie der Chor. An beiden Seiten befinden sich jeweils drei Rundbogenfenster. Der Zugang zur Kapelle erfolgt an der Südseite des Langhauses durch eine Stichbogentür, welche rautenförmig aufgedoppelt mit Mittelrossette am Ende des 18. Jahrhunderts geschaffen wurde. Links des Altars befindet sich eine Stichbogennische. Der Zugang zum Dachboden des Langhauses erfolgt durch eine rechteckige Öffnung an der Westwand des Chores oberhalb des Chorbogens. Das Glockenseil ist oberhalb davon an der Wölbung durch eine runde Öffnung angebracht.
Außen an den Westecken und dem Apsisansatz des Chores befindet sich eine neubarocke Rustika, die Fenster sind mit einer neubarocken Stuckrahmung versehen. Umlaufend am Chor ist ein reich profiliertes Traufgesims angebracht. Im Chorscheitel ist eine geohrt gerahmte Rechtecknische mit einem erneuerten Gemälde der Muttergottes eingelassen. Der Westgiebel des Chores ist mit profilierten Gesimsen gerahmt, im Giebelfeld befindet sich eine rechteckige Nische. Diese ist mit seitlichen Voluten versehen und besitzt eine profilierte Verdachung. Darüber, auf der Giebelspitze, ist ein Dachreiter aufgesetzt. Der Dachreiter besitzt einen gefelderten quadratischen Sockel auf den ein oktogonales Oberteil anschließt. Dieser ist durch Gesimse und schmale ionisierende Eckpilaster in den gefelderten Sockelbereich, das Hauptgeschoss mit rundbogigen Fensteröffnungen und ein niedriges Obergeschoss aufgeteilt. Im Obergeschoss befinden sich querovale Öffnungen in den Feldern der Hauptseiten. Abgeschlossen wird der Dachreiter durch ein kräftiges profiliertes Kranzgesims und einer blechgedeckten Zwiebelhaube. Im Vergleich zum Chor ist das Langhaus hingegen völlig schmucklos. Es besitzt ein profiliertes Traufgesims und ist mit meinem Satteldach gedeckt. Eine rechteckige Öffnung zum Speicher befindet sich am Westgiebel. Im 18. Jahrhundert wurde an der Südseite des Chores die Sakristei angebaut. Diese besitzt, wie die anderen Bauteile, ein profiliertes Traufgesims. Gedeckt ist sie mit einem Quersatteldach. An der Ost- und Südseite der Sakristei sind jeweils kleine querrechteckige Fenster vorhanden.

## Innenausstattung

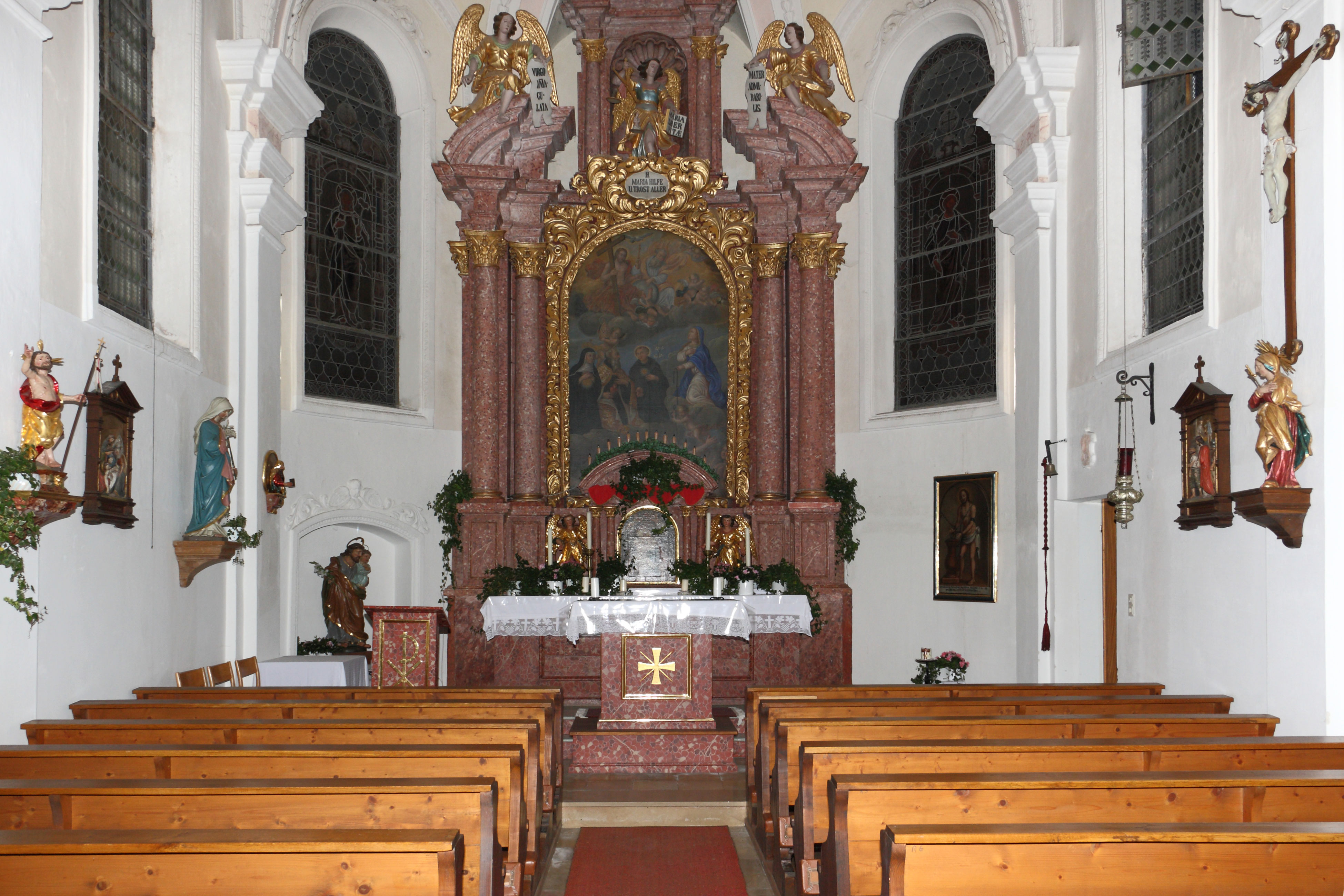
Innenraum

Der Altar wurde um das Jahr 1700 geschaffen und 1911, im Zuge der Kapellenrenovierung, ebenfalls renoviert. Er besteht aus rotem Stuckmarmor mit Vergoldungen und einem kastenförmigen Stipes aus Holz. Im Bereich der Predella ist ein tabernakelartiges viersäuliges Gehäuse angebracht. Das Gehäuse mit gesprengtem Segmentgiebel enthält das rundbogig geschlossene Gnadenbild Maria Trost. Das Gnadenbild wurde in Öl auf Leinwand gemalt. Flankiert wird das Gnadenbild von Engelsfiguren. Das große, ebenfalls rundbogig geschlossene Altarbild zeigt Maria, wie sie Nikolaus von Tolentino den Gürtel reicht. Daneben sind noch der heilige Augustinus sowie seine Mutter Monika dargestellt, die legendären Gründer der von den Augustiner-Eremiten verbreiteten Gürtelbruderschaft. Im oberen Bereich des Altarbildes ist eine Darstellung der Dreifaltigkeit, im unteren Bereich die der Armen Seelen zu finden. Links unten befindet sich das nicht identifizierte Wappen des Stifters. Um das Gemälde ist eine reiche Akanthusschnitzerei angebracht. Eine Kartusche mit der Inschrift H. MARIA HILFE U. TROST ALLER ist im Scheitel vorhanden. Beidseitig sind jeweils zwei vorgestaffelte korinthische Säulen und zurückgesetzte Außenpilaster mit verkröpften Segmentgiebelstücken vorhanden. Auf den Giebeln sitzen Engel mit Spruchbändern. Auf dem linken Spruchband ist VIRGO IMMACULATA und auf dem rechten Spruchband MATER ADMIRABILIS zu lesen.
In der Kapelle befindet sich eine Reihe gefasster Holzfiguren. Aus der Mitte des 18. Jahrhunderts stammen das Kruzifix und die Mater Dolorosa. Die kleine Halbfigur des hl. Matthäus auf einer Konsole stammt ebenfalls aus dieser Zeit, ebenso wie die Figur des heiligen Josef und der Auferstehungsheiland. In der Mitte des 18. Jahrhunderts wurden die Gemälde des Herzens Jesu und des Herzens Mariä geschaffen, aus dem dritten Viertel des 18. Jahrhunderts stammt das Gemälde des Wiesheilands. Es trägt die Inschrift: Gnadenreiche Bildnuß deß gegeißleten Heylands in der also genanten Wiß Capelle Steingädischer Pfarr. Die Halbfigur des schmerzhaften Heilands ist aus der zweiten Hälfte des 19. Jahrhunderts, das Bildnis Mariahilf aus dem 18. Jahrhundert.
Die neubarocken Fresken im Chor wurden 1911 von Wilhelm Geremiller aus München geschaffen. Im Kreisfeld zwischen den beiden Chorjochen ist die Rosenkranzmuttergottes mit Engeln abgebildet. Von der Bezeichnung des Freskos ist nur noch die Jahreszahl 1911 leserlich. In den Kappen und Zwickeln sind, beginnend an der östlichen Nordseite, folgende Fresken mit entsprechender Bezeichnung vorhanden: Erzengel Gabriel mit Ave Maria, Krone und Palmzweige mit Regina Martyrum, die heilige Anna mit dem Marienkind, ein Spiegel mit Waage und Gesetzestafeln und der Inschrift Speculum Justitiae. An der östlichen Südseite beginnend: ein Engel mit Gratia plena, der Morgenstern mit Stella Matutina, der heilige Joachim, eine Rose mit der Inschrift Rosa mystica.
Josef Schnitzer schuf 1911 den Stuck im Chorteil der Kapelle. An den Gewölbegraten befindet sich ein Lorbeerstab. In den Kappen befinden sich Akanthusdekor und kleine Gemäldekartuschen. Oberhalb der Fenster sind Muscheln angebracht, über dem Altar ist ebenfalls eine große Stuckmuschel vorhanden. Über der linken Altarnische ist Akanthus und über der rechten Nische ein Engelskopf stuckiert.